# Tommy Bolt
Thomas Henry "Tommy" Bolt, född 31 mars 1916 i Haworth, Oklahoma, död 30 augusti 2008 i Batesville, Arkansas, var en amerikansk golfspelare.
Bolt blev professionell efter andra världskriget då han var 32 år. Han var en perfektionist och när inte slagen gick som han ville kunde han få våldsamma utbrott och vid flera tillfällen kastade han klubban i vredesmod. Han fick smeknamnet Thunder Bolt för sitt heta temperament.
Han vann majortävlingen US Open 1958 på Southern Hills Golf & Country Club i Tulsa i Oklahoma. Han gick de fyra rundorna på 283 slag vilket var fyra slag bättre än tvåan Gary Player.
Utöver sin majorseger vann Bolt 14 tävlingar på den amerikanska PGA-touren och han deltog i Ryder Cup 1955 och 1957. Han var en av grundarna av Champions Tour där han som bäst har en tredje plats i Suntree Senior PGA Tour Classic.

## Meriter

### Majorsegrar
- 1958 US Open

### PGA-segrar
- 1951 North & South Open Championship
- 1952 Los Angeles Open
- 1953 San Diego Open, Tucson Open
- 1954 Miami Beach Intl Four-Ball, Insurance City Open, Rubber City Open
- 1955 Convair-San Diego Open, Tucson Open, St. Paul Open
- 1957 Eastern Open Invitational
- 1958 Colonial National Invitational
- 1960 Memphis Open Invitational
- 1961 Pensacola Open Invitational

### Utmärkelser
- 2002 World Golf Hall of Fame